# Вице-королевство Перу
Вице-королевство Перу (исп. El Virreinato del Perú) — представляло собой территориальную единицу, входившую в состав испанской колониальной империи. Было учреждено королевской грамотой Карла I Габсбурга, подписанной в Барселоне 20 ноября 1542 года, после завоевания Перу конкистадорами во главе с Франсиско Писарро. Основу территории составили области Новая Кастилия и Новый Толедо. В мае 1544 года в Лиму прибыл первый вице-король Бласко Нуньес Вела.
Вице-королевство Перу в момент своего максимального территориального расширения включало в себя значительную часть Южной Америки и часть Центральной Америки, управлявшихся с помощью различных форм контроля его властями. Несмотря на это, на протяжении XVIII века, вплоть до обретения независимости от Испании странами этого региона, название в действительности относилось только к территории, ныне занимаемой Перуанской республикой, Чили и Боливией.
В начале XIX века Вице-королевство Перу называли самым важным владением испанской короны, которое считалось одним из важнейших источников её доходов. Вице-королевство Перу в ходе войны за независимость испанских колоний стало последним бастионом и центром контрреволюции в Южной Америке, которое продолжало существовать без поддержки Испании и, несмотря на внутриполитические раздоры, вынудило Хосе де Сан-Мартина отказаться от продолжения своей освободительной миссии после основания Перуанской республики. В конце концов вице-королевство прекратило своё существование в 1824 году в результате решающих побед Симона Боливара.
Вице-королевство финансировало и осуществляло военные кампании против мапуче во время Арауканской войны, длившейся на протяжении всего колониального периода. Только в 1662 году было отправлено 950 солдат и истрачено 300 000 песо. Укрепление порта Кальяо и содержание флота для защиты близлежащих колоний от нападений корсаров и пиратов также было в ведении вице-королей Перу.